# Palazzo Jennings Riccioli
Palazzo Jennings Riccioli, o Guasconi, è un edificio di Firenze, situato in corso Tintori 7, con affaccio sul lungarno delle Grazie.

## Storia e descrizione
Come il palazzo contiguo pure appartenuto ai Guasconi (palazzo Guasconi), anche questo si presenta in forme ben diverse dalle originarie, in questo caso ottocentesche, a unificare diverse case fino a determinare un prospetto di notevole estensione, organizzato su cinque assi per una elevazione di quattro piani più un mezzanino. La facciata è inoltre integrata con quella del palazzo attiguo, sebbene i due fabbricati abbiano altezza diversa.
Già di proprietà quindi dell'antica famiglia Guasconi, nota per le innumerevoli cariche pubbliche rivestite nel governo della città, il palazzo come l'edificio confinante che prospetta su piazza dei Cavalleggeri, è noto per essere stato tra Ottocento e Novecento rinomata pensione (si veda lungarno delle Grazie 2). Sul portone è uno scudo con l'arme policroma dei Guasconi (d'argento, a tre scaglioni di nero, lo scaglione mediano cimato da una crocetta patente di rosso).
Sul lungarno, al 2, si trova la seconda facciata del palazzo, in questo caso aperta allo spazio e alla luce del lungofiume, ridisegnata nei termini attuali nella seconda metà dell'Ottocento. Il prospetto, organizzato su quattro piani per sette assi, rende al meglio il concetto di dimora signorile così come lo si è inteso nel corso di questo secolo, con il grande portone in stile neorinascimentale protetto dall'immancabile balcone su cui si apre un finestrone. 
Sempre sul portone è uno scudo con l'arme dei Guasconi. A lato è una targa in pietra che ricorda come qui sia stato, fino a tempi recenti, l'hotel Jennins Riccioli. 
Una targa di pietra sul Lungarno ricorda come fino a tempi recenti qui fosse ubicato l'hotel Jennings Riccioli, che agli inizi del Novecento si chiamava pensione Simi. Qui soggiornò con la madre a più riprese tra il 1901, 1902 e 1903 lo scrittore inglese Edward Morgan Forster, che si ispirò a questi interni per la Pensione Bartolini del romanzo Camera con vista (A Room with a View), pubblicato a Londra nel 1908 e noto soprattutto grazie alla raffinata versione cinematografica di James Ivory del 1986, che venne comunque girata anche in un altro hotel del centro di Firenze (in lungarno degli Archibusieri 4).
Negli anni quaranta del Novecento vi soggiornò a lungo lo scrittore Tommaso Landolfi.

## Bibliografia

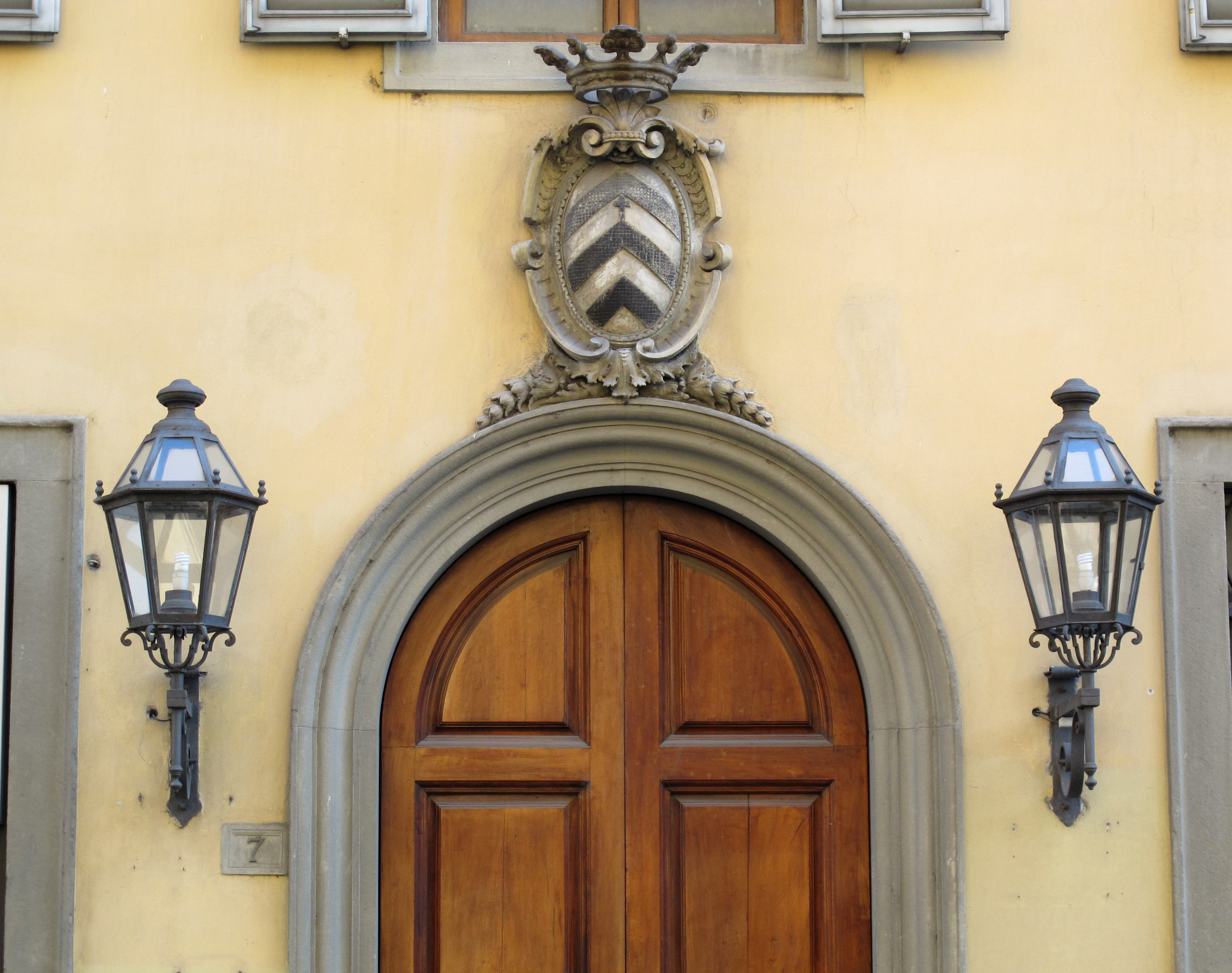
Stemma Guasconi